# A Posteriori (Enigma)
A Posteriori is het zesde studioalbum van het Duitse muziekproject Enigma. Het album werd op 22 september 2006 uitgebracht en telt 12 nummers.

## Beschrijving
De titel A posteriori is een Latijnse benaming voor 'na het feit' en verwijst naar a-posteriorikennis, kennis afgeleid uit de ervaring.
Het album bevat net als haar voorganger Voyageur minder elementen van Enigma's kenmerkende muziekstijl zoals de shakuhachi-fluit en de Gregoriaanse/etnische klanken. Cretu nam voor de productie zijn nieuwe muziekstudio de "Alchemist" in gebruik.
A Posteriori werd genomineerd voor Beste New Age Album tijdens de Grammy Awards in 2007.
Het album bereikte de derde plek in de Amerikaanse Top Dance/Electronic Albums-hitlijsten. In Nederland kwam het op de achtste plek in de Album Top 100.
A Posteriori kwam ook uit in dvd-formaat met 5.1 surround sound.

## Nummers
Het album bevat de volgende nummers:
| 1.                 | Eppur si muove            | 3:41 |
| 2.                 | Feel Me Heaven            | 4:50 |
| 3.                 | Dreaming of Andromeda     | 4:26 |
| 4.                 | Dancing with Mephisto     | 4:25 |
| 5.                 | Northern Lights           | 3:39 |
| 6.                 | Invisible Love            | 4:55 |
| 7.                 | Message from Io           | 3:09 |
| 8.                 | Hello and Welcome         | 5:08 |
| 9.                 | 20.000 Miles over the Sea | 4:23 |
| 10.                | Sitting on the Moon       | 4:21 |
| 11.                | The Alchemist             | 4:41 |
| 12.                | Goodbye Milky Way         | 5:58 |
| Totale duur: 53:36 |                           |      |

## Medewerkers
- Michael Cretu – muziek, productie, zang
- Louisa Stanley - zang
- Andru Donalds - zang